# ويس أباد
ويس أباد (بالفارسية: ویس‌آباد) هي قرية تقع في قسم ميزدج عليا الريفي في إيران. يقدر عدد سكانها بـ 66 نسمة .